# Andrzej Bołtuć

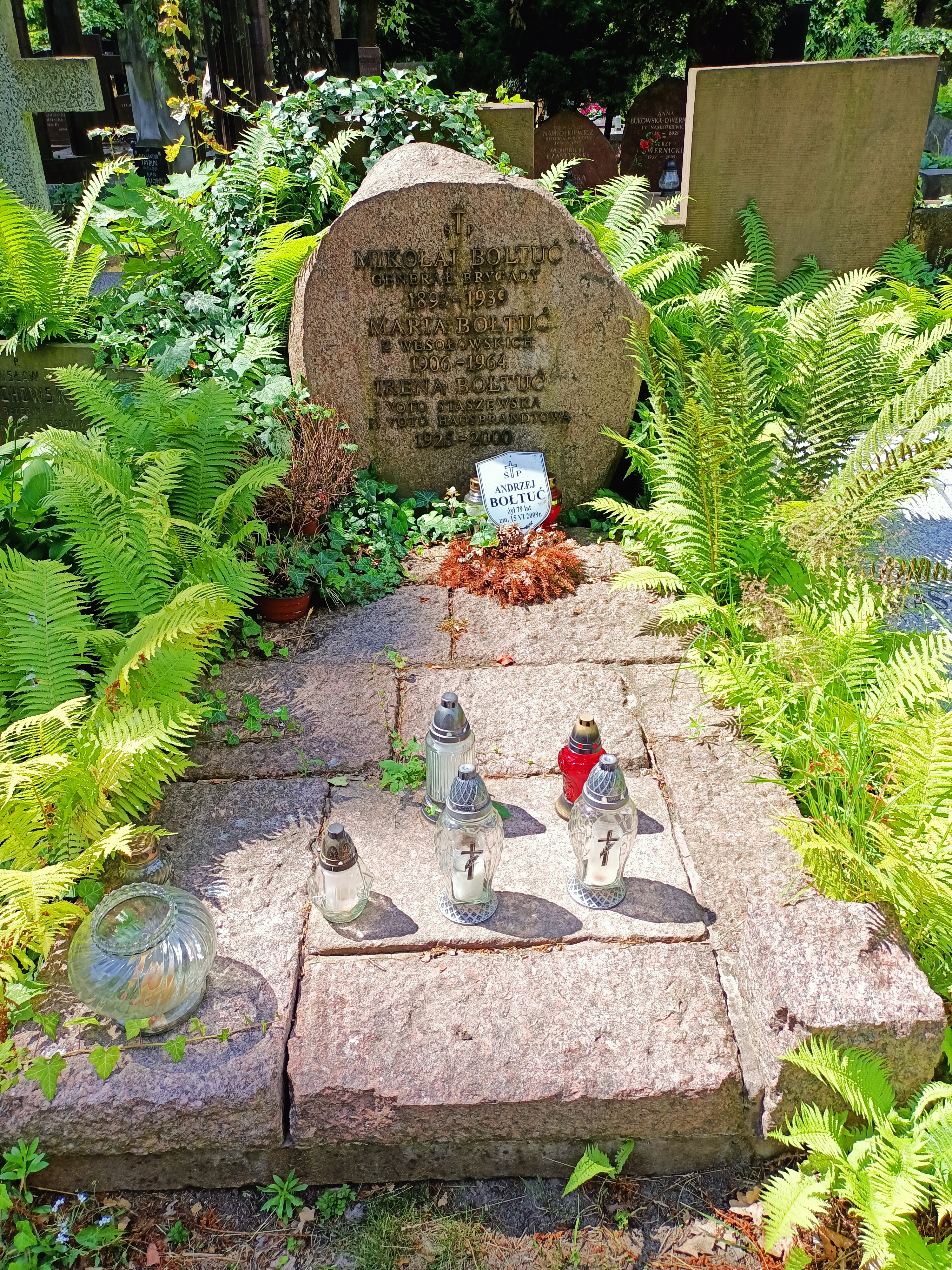
Grób Andrzeja Bołtucia na cmentarzu Wojskowym na Powązkach

Andrzej Jan Bołtuć (ur. 1 października 1929, zm. 15 czerwca 2009) – polski architekt.

## Życiorys
Syn generała Mikołaja Bołtucia i Marii z domu Wesołowskiej (1906–1964), młodszy brat Ireny Bołtuć-Hausbrandt (1926–2000), teatrolożki, krytyk teatralnej i tłumaczki. Absolwent Wydziału Architektury Politechniki Warszawskiej (1952). Członek Prezydium Zarządu Głównego SARP (1962–1963, 1965–1969), w którym był też rzeczoznawcą. Członek ZAiKS.
W latach 60. XX brał udział w konkursach architektonicznych, w których otrzymywał wyróżnienia. W 1970 wygrał w konkursie na projekt Instytutu „Pomnik – Centrum Zdrowia Dziecka” (wraz z arch. Jackiem Bolechowskim i arch. Andrzejem Drzewieckim), a projekt skierowano do realizacji.
Ojciec prof. Piotra Bołtucia, filozofa, prof. SGH i UIS.
Pochowany na cmentarzu Wojskowym na Powązkach w Warszawie (kwatera A 10-1-12).

## Projekty
Przygotował projekty kilku charakterystycznych warszawskich osiedli i budynków, m.in.:
- „Żelazna” (ul. Żelazna i Krochmalna) – realizacja 1992-1994[8]
- „Łucka” (ul. Łucka 18-20, wraz z arch. Jakubem Wacławkiem) – realizacja 1994–1997, wyróżnione I Nagrodą „Budowa Roku 1997”[9]
- „Ostrowska” (Aleja Jana Pawła II 61, wraz z arch. Jakubem Wacławkiem) – realizacja 1996–1998, wyróżnione III Nagrodą „Budowa Roku 1998”[10]
- „Parkowe” (Sady Żoliborskie, wraz z Dorotą Bujalską i P. Niebudkiem) – realizacja 1997–1999, wyróżnione III Nagrodą „Budowa Roku 1999”[11]
- „Prezydenckie” (ul. Zygmunta Słomińskiego 15-19, wraz z arch. Grzegorzem Stiasnym i arch. Jakubem Wacławkiem) – realizacja 1997–2000[12]
- budynek mieszkalno-biurowy „Dominanta Praska” (ul. Stefana Okrzei 1a) – realizacja 1997–1999[13]

## Konkursy i nagrody (lista niepełna)
- na przebudowę śródmieścia Tunisu (1961) − współautorzy: Włodzimierz Geppert, Marian Jankowski, Jan Muniak – wyróżnienie[1],
- SARP nr 352 − na projekt oszczędnych budynków mieszkalnych wielorodzinnych (1963) - współautor Marek Lubczyński + zespół – wyróżnienie III stopnia równorzędne[1],
- na zagospodarowanie Osiedla Szwoleżerów oraz urbanistyczne rozwiązanie wschodniego obszaru Osi Stanisławowskiej w Warszawie (1965) – wyróżnienie II stopnia[1],
- na opracowanie systemu budownictwa jednorodzinnego realizowaną metodą tradycyjną udoskonaloną (1969) – współautor Waldemar Bezpałko – wyróżnienie równorzędne[1],
- SARP nr 440 − na projekt Pomnika-Szpitala Centrum Zdrowia Dziecka w Warszawie (1970) – współautor Jacek Bolechowski, Andrzej Drzewiecki – I nagroda[1].

## Odznaczenia
- 1976: Srebrna Odznaka SARP[1]
- 1977: Złota Odznaka SARP[1]
- 1993: Medal ZAiKS-u[14]
- 1998: Odznaka ZAiKS-u[14]